# Morphological Catalogue of Galaxies
El Morphological Catalogue of Galaxies (MCG) o Morfologiceskij Katalog Galaktik (en rus Морфологический каталог галактик), és un catàleg rus de 30.642 galàxies compilat per Borís Vorontsov-Veliamínov i V.P. Arkhípova. Es basa en l'escrutini d'impressions de les plaques de la Palomar Observatory Sky Survey i suposadament una magnitud fotogràfica de 15. Incloure galàxies de magnitud 16 hauria donat lloc a un conjunt de dades excessivament gran. El catàleg es va publicar en cinc parts (capítols) entre 1962 i 1974, el capítol final inclou una certa quantitat de galàxies amb una magnitud fotogràfica superior a 15.